# 千葉県道172号大多喜里見線

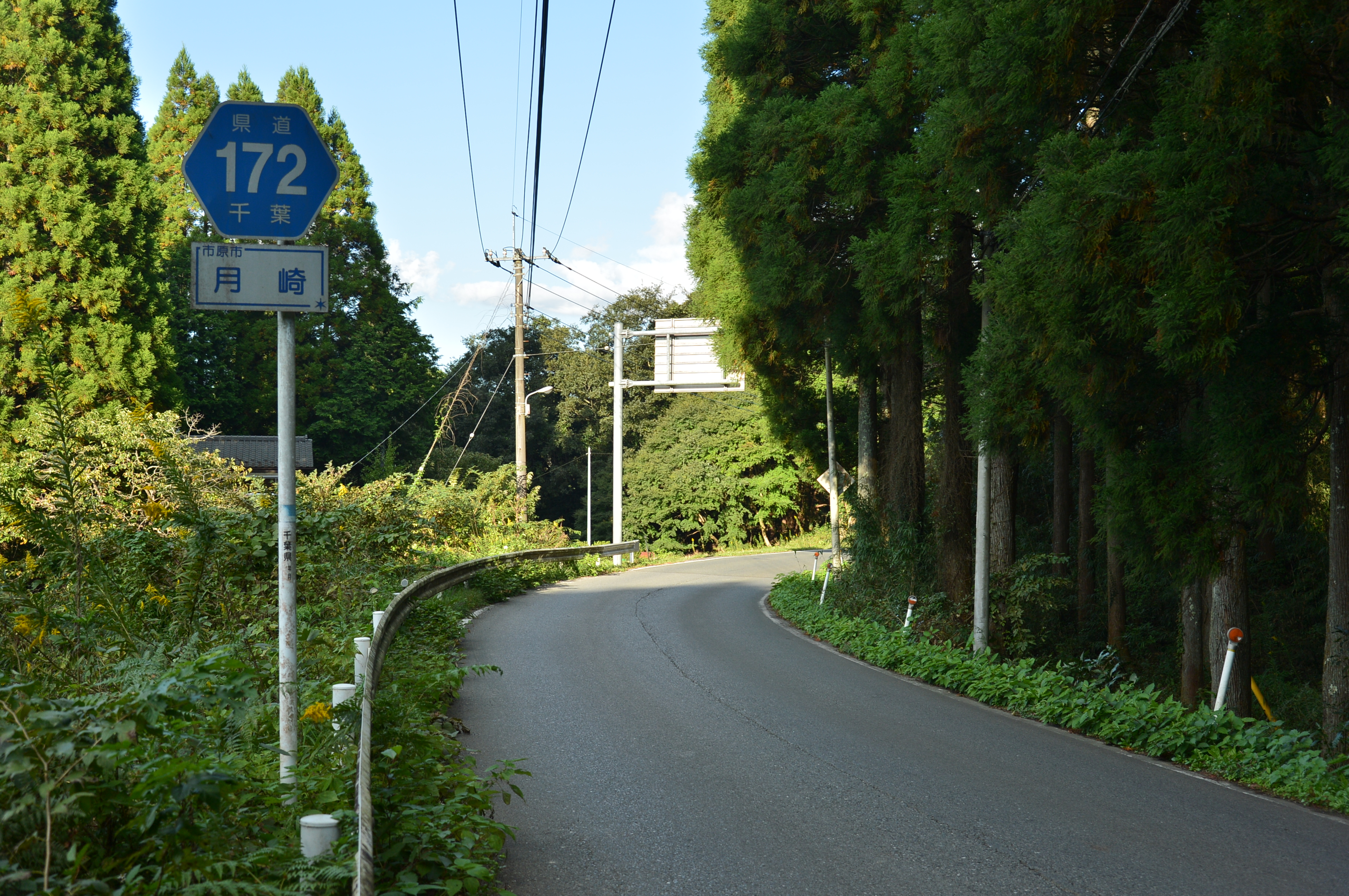
千葉県道172号大多喜里見線・市原市月崎（2016年10月）

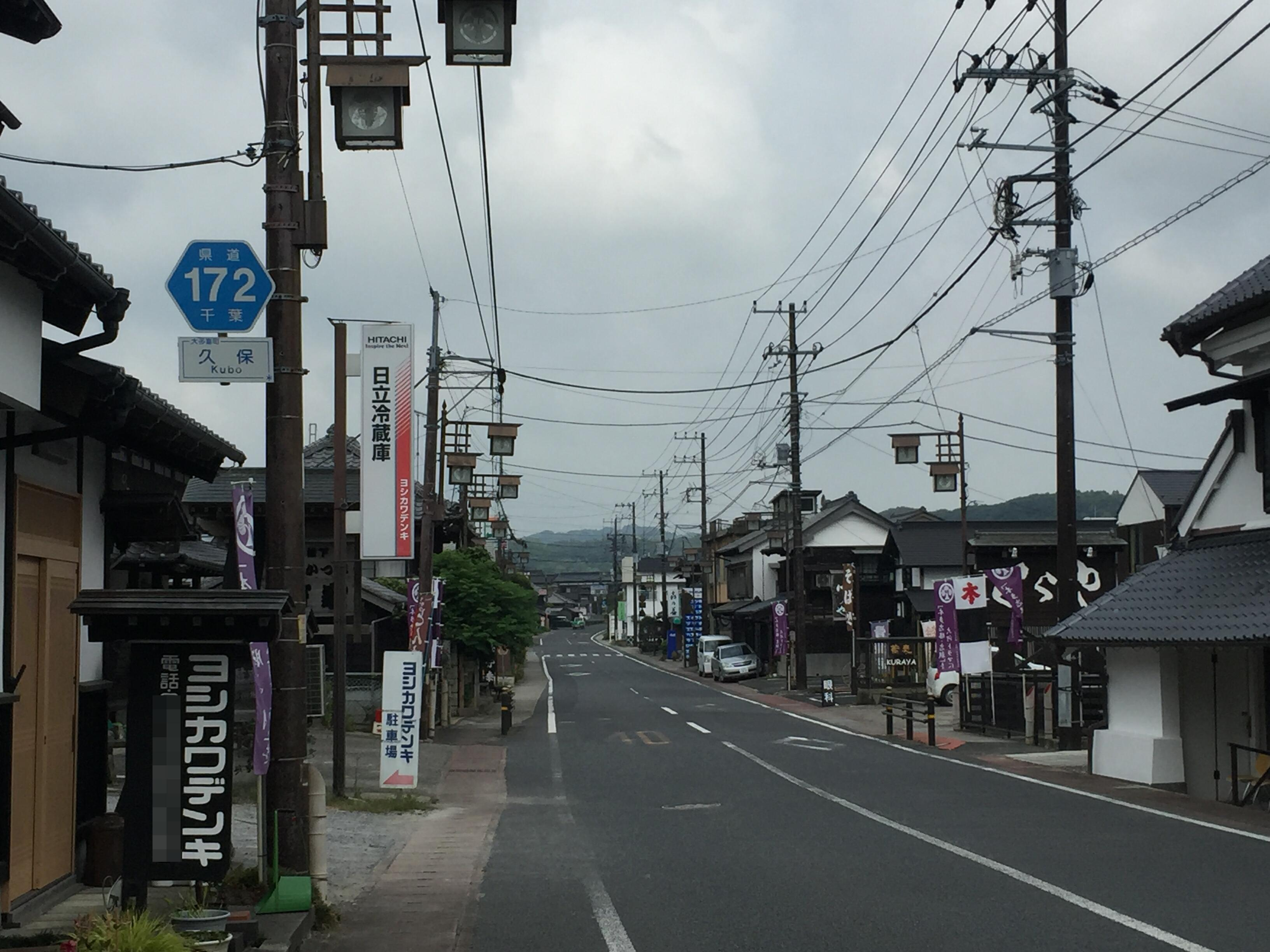
県道番号標示（大多喜町久保）（2020年8月）

千葉県道172号大多喜里見線（ちばけんどう172ごう おおたきさとみせん）は、千葉県夷隅郡大多喜町と市原市を結ぶ一般県道。

## 路線データ
- 起点：夷隅郡大多喜町船子（船子交差点、国道297号・国道465号交点）
- 終点：市原市月崎（千葉県道32号大多喜君津線交点）
- 総延長：*.* km（夷隅土木事務所管内：6.181 km[1]、市原土木事務所管内：*.* km）
- 重用延長：*.* km（夷隅土木事務所管内：0.0 km、市原土木事務所管内：*.* km）
- 実延長：14.043 km（夷隅土木事務所管内：6.181 km[1]、市原土木事務所管内：7.862 km[2]）

## 路線状況

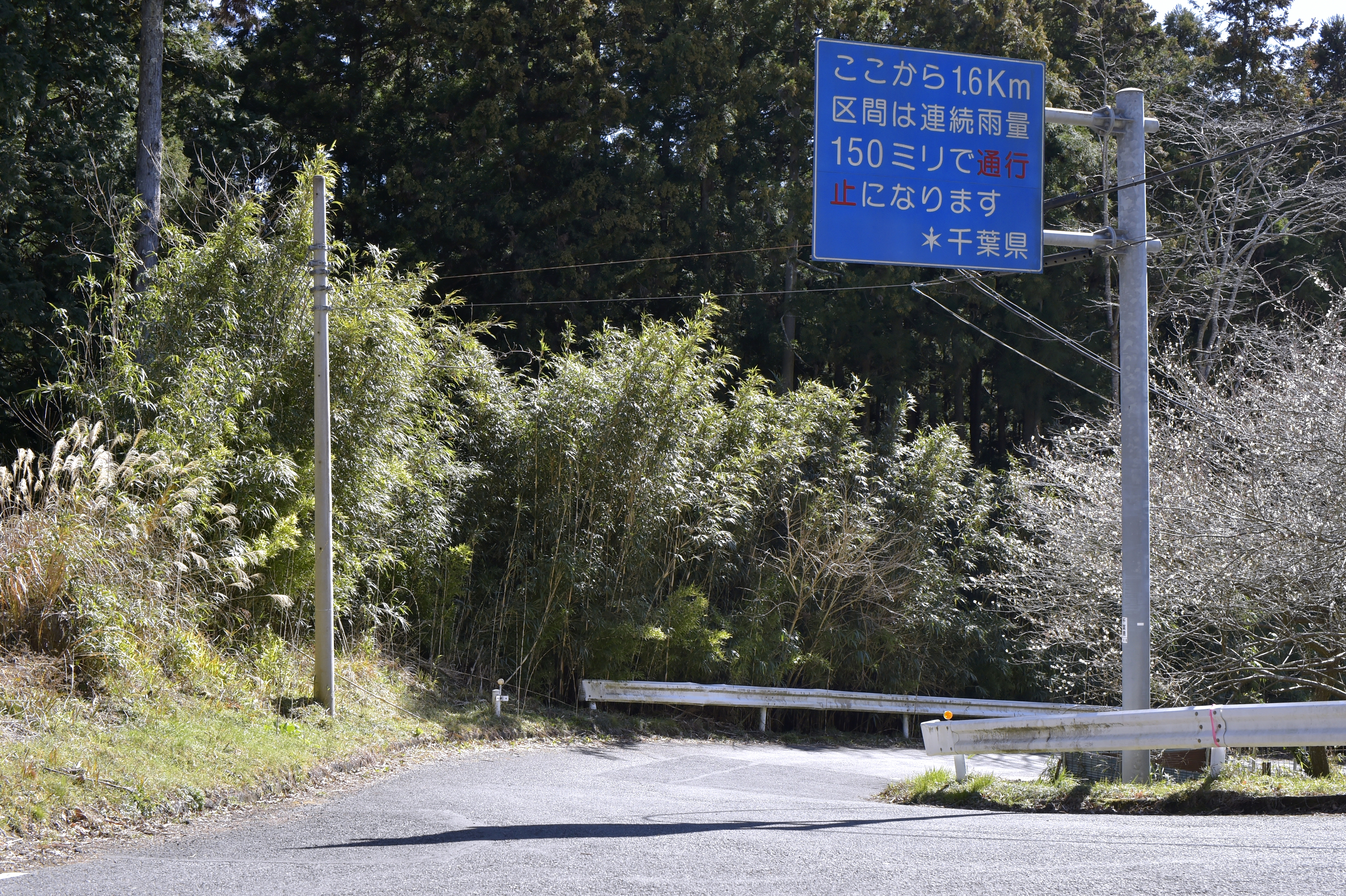
市原市月出の異常気象時通行規制区間

2015年3月18日に、市原市田淵地先において法面崩壊が発生し、同日より一部区間を全面通行止めとする交通規制がされた。復旧により、同月27日に片側通行規制、同31日に通行規制解除された。
大多喜町横山（2.0 km）から市原市月出（3.2 km）を合わせた計5.2 km区間は、異常気象時通行区間に指定（昭和46年指定）されており、時間雨量30ミリ以上、連続雨量150ミリ以上が観測されると、トンネル・土砂崩壊・落石の危険が及ぶ恐れがあるため通行止め規制となる。迂回路として、国道297号、千葉県道168号鶴舞馬来田停車場線、千葉県道81号市原天津小湊線から当路線へのルートが指定されている。

### トンネル

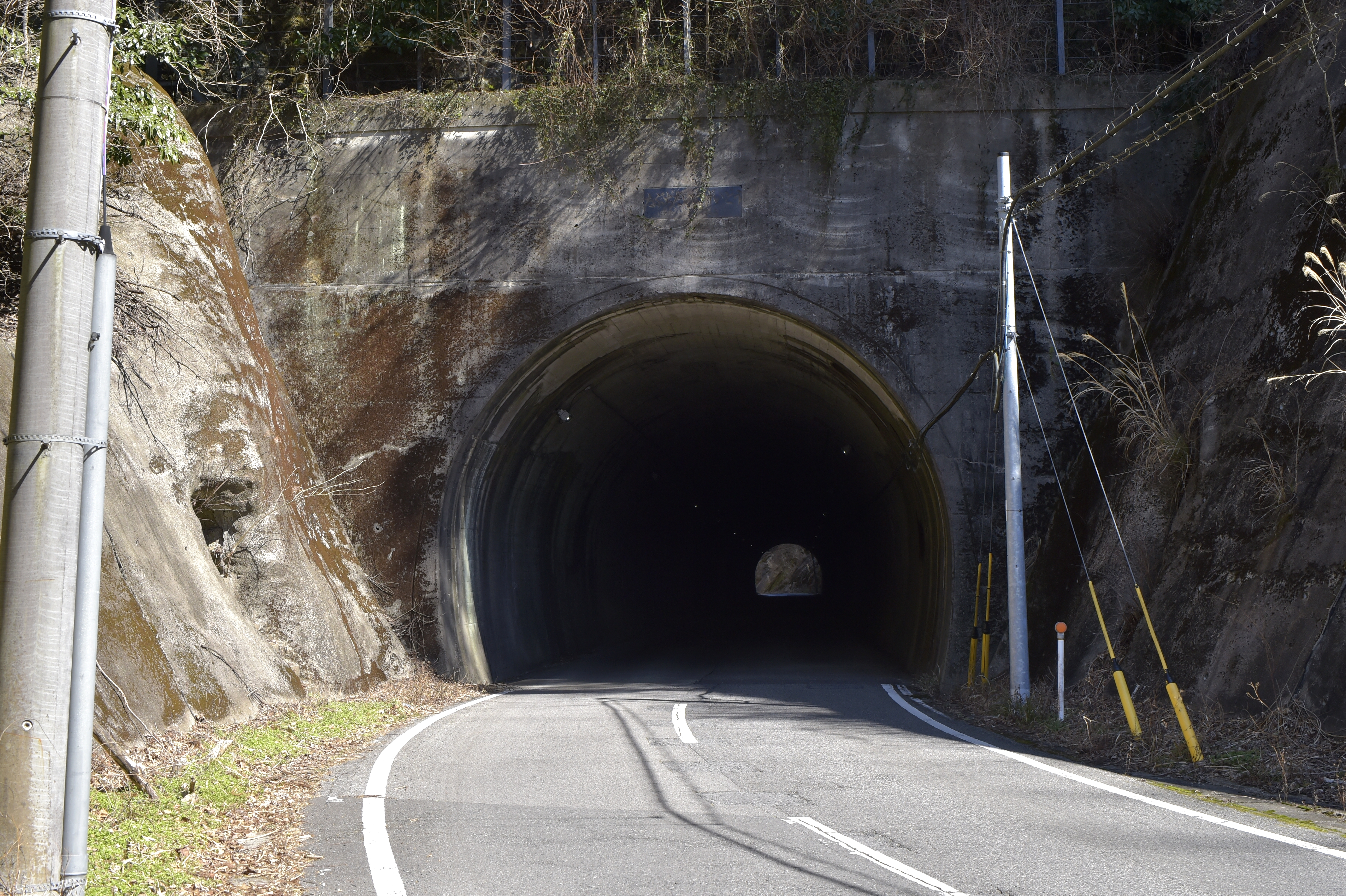
田渕第二隧道（市原市田淵：2023年2月）

- 月出第一隧道：79 m（市原市月出）
- 月出第二隧道（市原市月出）
- 田渕第一隧道：117 m（市原市田淵）
- 田渕第二隧道：172 m（市原市田淵）

## 地理

### 通過する自治体
- 千葉県
  - 夷隅郡大多喜町 - 市原市

### 交差する道路
- 国道297号・国道465号：夷隅郡大多喜町船子（船子交差点、起点）
- 千葉県道173号南総月出線：市原市月出
- 千葉県道81号市原天津小湊線：市原市田淵 - 月崎 ※一部重複
- 千葉県道32号大多喜君津線：市原市月崎（終点）

### 沿線
- いすみ鉄道 大多喜駅（大多喜町大多喜）
- マグレガーカントリークラブ（大多喜町上原）
- 伊藤大山（大多喜町横山、標高 246 m）
- ゴルフ5カントリーオークビレッヂ（市原市国本）
- 小湊鉄道 月崎駅（市原市月崎）